# Kézdivásárhelyi minorita kolostor
A kézdivásárhelyi minorita kolostor műemlék épület Romániában, Kovászna megyében. A romániai műemlékek jegyzékében a CV-II-a-A-13290 sorszámon szerepel.
A kézdivásárhelyi Minorita kolostor Háromszék egyik legépebben megmaradt barokk stílusú egyházi épülete. Az úgynevezett emeletes kolostor alapkövét a feljegyzések szerint 1722-ben tették le, de az épület csak 1828-ban készült el teljesen.

## Története
Ebbe az épületbe az 1690-es évek folyamán a ferencesek telepedtek le, majd később a minorita szerzetesek vették át helyüket. Az úgynevezett emeletes kolostor alapkövét a feljegyzések szerint 1722-ben tették le és 1795-ben hosszú munkálatok után felépült a kolostor hátsó része, illetve az utca felé előrenyúló szárnyai készültek el. A hátralévő része, mely a másik szárny megalkotását illeti 1828-ban teljesedik ki. Itt található a Mária szobor, amely később barokk stílusban mutatja be Jézus anyját pátosszal teli gesztussal az égre tekintve, angyalokkal körülvéve. A Szentháromság tiszteletére szentelt tágas templom mellett egy négyszögű udvart foglal magába a kolostor. Az 1948-as államosítás óta egyre csak romlott az állapota, sőt a mennyezet is több helyen beomlott. Mivel régen tó volt a helyén, ezért a rendház ingatag, agyagos talajon fekszik és mára már statikai problémákkal küzd. A helyi plébánia eddig csak néhány termet tudott felújítani, azonban a kolostor nagyrésze átfogó felújítást igényel, mely a közeljövőben megvalósulásra utal.